# Нижний Лунвож
Нижний Лунвож — река в России, протекает по Республике Коми по территории Печерского района и Вуктыльского округа.

## География
Устье реки находится в 1 км по правому берегу реки Понъю. Длина реки составляет 16 км.

## Этимология гидронима
Гидроним «Лунвож» происходит из языка коми, в котором лун — «юг», «южный», а слово вож — «приток», «ветвь», «ответвление».

## Данные водного реестра
По данным государственного водного реестра России относится к Двинско-Печорскому бассейновому округу, водохозяйственный участок реки — Печора от водомерного поста у посёлка Шердино до впадения реки Уса, речной подбассейн реки — бассейны притоков Печоры до впадения Усы. Речной бассейн реки — Печора.
Код объекта в государственном водном реестре — 03050100212103000064099.